# فهرست مسن‌ترین افراد زنده
این فهرستی از مسن‌ترین افراد زنده است که زنده بودن آنها در تاریخ منابع حمایتی ذکر شده، تأیید شده است. در سال ۲۰۱۵ تخمین زده شد که بین ۱۵۰ تا ۶۰۰ نفر به سن ۱۱۰ سالگی رسیده‌اند. تعداد واقعی نامشخص است، زیرا همه افراد بالای صدسال، در یک زمان معین برای محققان شناخته نشده‌اند و برخی ادعاها نمی‌توانند تأیید شوند یا تقلبی هستند.

## پیرترین افراد زنده
| رتبه | نام                 | جنسیت | تولد           | سن در ۱۸ مارس ۲۰۲۵ | کشور محل سکونت |
| ---- | ------------------- | ----- | -------------- | ------------------ | -------------- |
| 1    | اینا کانابارو لوکاس | زن    | ۸ ژوئن ۱۹۰۸    | ۱۱۶ سال، ۲۸۳ روز   | برزیل          |
| 2    | خوان ویسنته پرز     | مرد   | ۲۷ مه ۱۹۰۹     | ۱۱۵ سال، ۲۹۵ روز   | ونزوئلا        |
| 3    | الیزابت فرانسیس     | زن    | ۲۵ ژوئیه ۱۹۰۹  | ۱۱۵ سال، ۲۳۶ روز   | آمریکا         |
| 4    | اتل کاترهام         | زن    | ۲۱ اوت ۱۹۰۹    | ۱۱۵ سال، ۲۰۹ روز   | بریتانیا       |
| 5    | اکاگی هایاشی        | زن    | ۲ سپتامبر ۱۹۰۹ | ۱۱۵ سال، ۱۹۷ روز   | ژاپن           |
| 6    | پرل برگ             | زن    | ۱ اکتبر ۱۹۰۹   | ۱۱۵ سال، ۱۶۸ روز   | آمریکا         |